# Cynanchum marnierianum
Cynanchum marnierianum ist eine Pflanzenart der Gattung Cynanchum aus der Unterfamilie der Seidenpflanzengewächse (Asclepiadoideae).

## Merkmale

### Vegetative Merkmale
Cynachum marnierianum bildet warzige Triebe mit rauer Oberfläche, die kriechen oder niederliegend wachsen, aber nicht klettern. Sie werden bis etwa 50 cm lang und haben einen Durchmesser von etwa 3,5 bis max. 7 mm. Die Blätter sind sehr klein (etwa 1,5 × 1,5 mm) und schuppig. 

### Blütenstand und Blüte

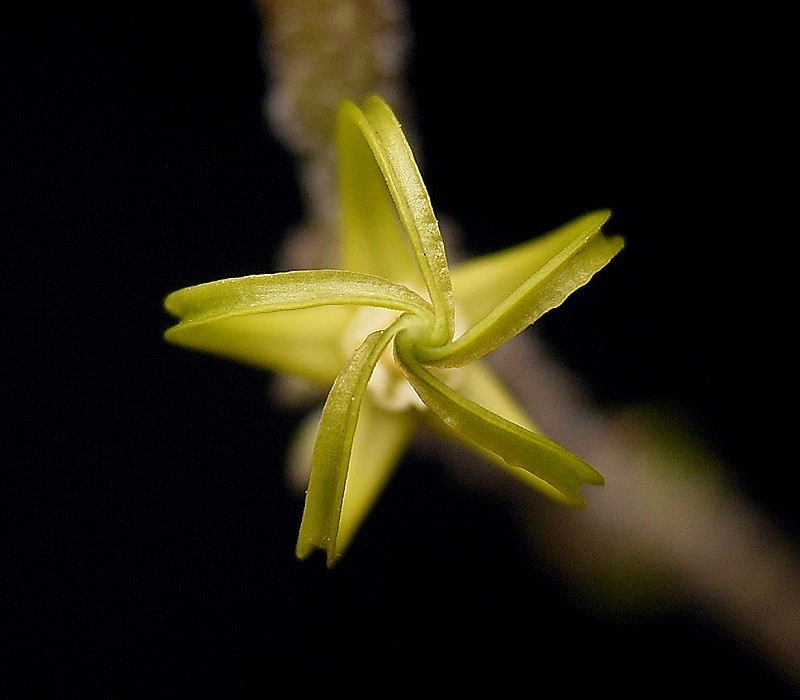
Blick von oben auf die Blüte, die Kronzipfel sind noch miteinander verbunden.

Der sitzende Blütenstand ist 3- bis 6-blütig und als Trugdolde ausgebildet. Die Blütenknospen sind kegelförmig und duften schwach nach Honig. Die Blütenkrone ist grünlich-gelb gefärbt. Die Kronzipfel sind sehr schmal, 5 bis 6 mm lang und bis zur Basis frei. Die Ränder sind nach außen gebogen (bis etwa 90° zur Innenseite), innen ist eine Längsfurche ausgebildet. Zu Beginn der Blüte sind sie mit den Spitzen verbunden und bilden filigrane, fast runde, körbchenartige, weitgehend offene Fensterblüten. Im weiteren Verlauf der Anthese spreizen sich die Kronzipfel ab, zeigen jedoch meist weiterhin nach oben. Die Nebenkrone misst 1,2 bis 2 mm und überragt das sitzende Gynostegium, der Griffelkopf ist jedoch sehr lang und höher als die Nebenkrone. Er ist trichterförmig und weiß gefärbt. Die interstaminale Nebenkrone ist nicht differenziert, die staminale Nebenkrone liegt mit dem Rücken an den Staubblättern an. Interstaminale und staminale Nebenkrone sind etwa zur Hälfte verwachsen. 

### Früchte und Samen

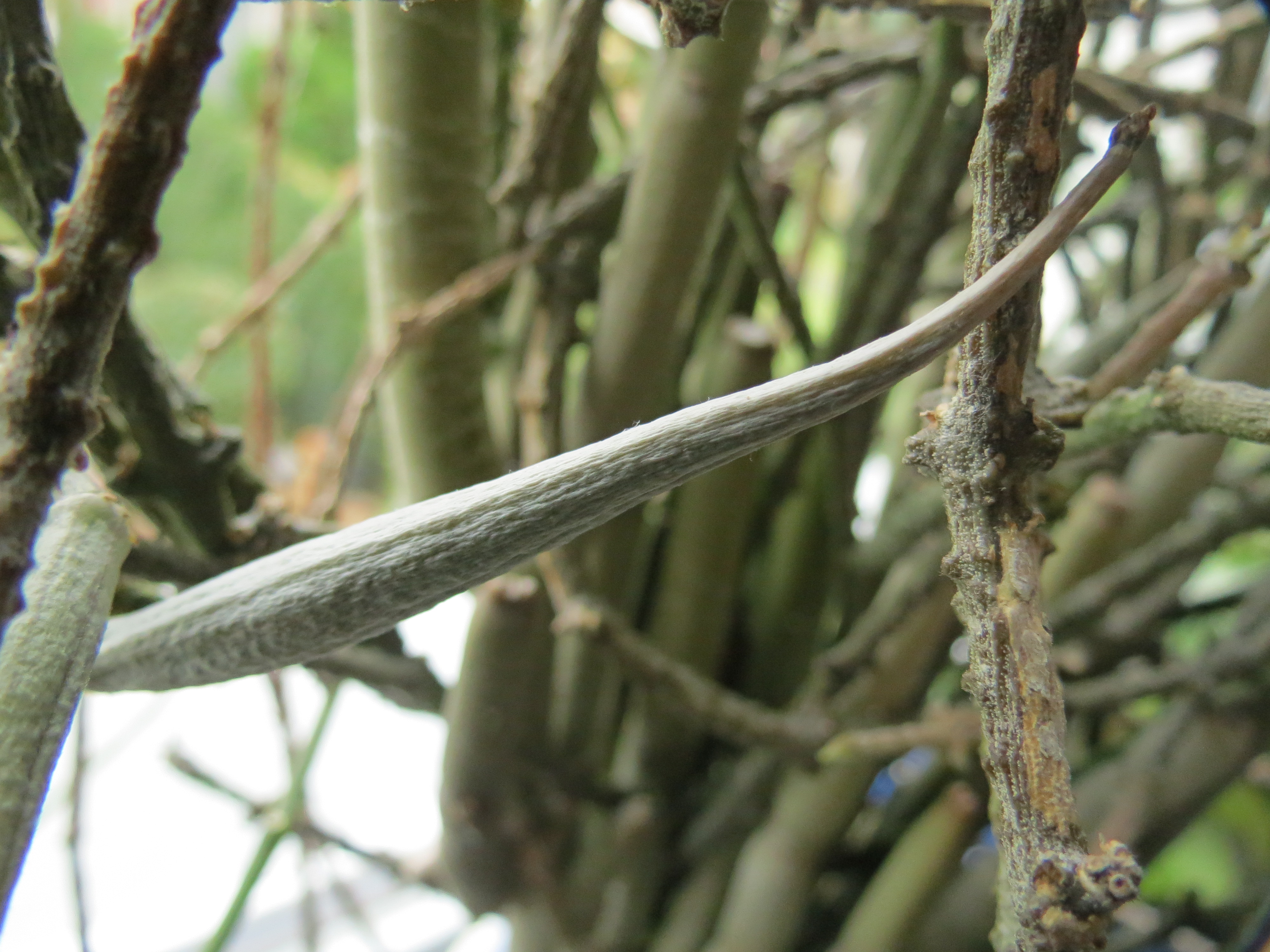
Samenstand

Die Balgfrüchte sind spindelförmig mit glatter bis leicht warziger Oberfläche. Der Apex ist oft etwas abgesetzt. Sie werden bis etwa 3,5 cm lang, die größte Dicke wird bereits im unteren Viertel mit etwa 5 mm erreicht.

## Geographisches Vorkommen
Diese Art ist im südwestlichen Madagaskar in der Provinz Toliara beheimatet. Die Art wird inzwischen in Spezialgärtnereien gezogen und regelmäßig angeboten. Sie gilt als leicht zu halten und ist blühfreudig.

## Taxonomie
Cynanchum marnierianum wurde von dem Heidelberger Botaniker Werner Rauh (1913–2000) im Jahre 1970 erstbeschrieben.